# Casa de Ramis de Ayreflor
La casa Ramis de Ayreflor es una casa nobiliaria del Reino de Mallorca sucesora de la familia Ramis de Cascanar establecida en Sancellas tras la reconquista de Mallorca (1229-1231) de Jaime I de Aragón. Tras más de 500 años de historia, sigue manteniendo el solar fundacional de la familia Ayreflor, perteneciendo actualmente a la rama Ramis de Ayreflor López-Pinto.

## Historia

### Origen

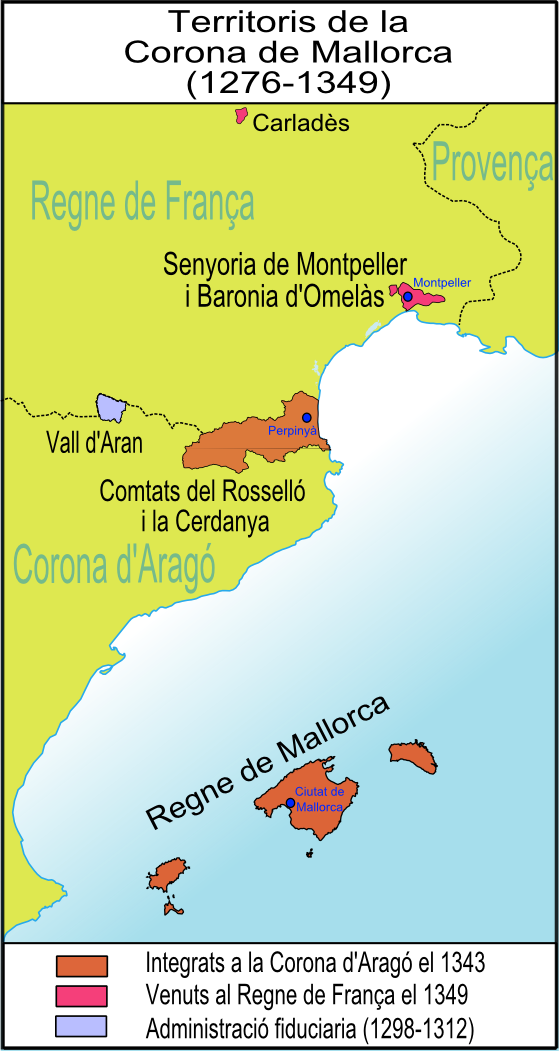
Territorios pertenecientes al Reino de Mallorca.

Después de que las tropas del rey Jaime I de Aragón lograran tomar en 1229 Madîna Mayûrqa (actual Palma de Mallorca) y derrotar en 1231 a las resistencias musulmanas que se refugiaron en la Sierra de Tramuntana, se repartió la isla entre los principales apoyos de Jaime I durante la campaña, reflejándose en el Llibre del Repartiment. A continuación, fue repoblada la isla principalmente con gente de Occitania y la actual Cataluña.
Entre ellos Jaime y Berenguer Ramis, emigraron desde la villa San Julián de Ramis en la provincia de Gerona y juraron sacramento y homenaje al rey Alfonso III de Aragón en 1285, tras arrebatarle el Reino de Mallorca a Jaime II de Mallorca hasta 1295, el primero como Diputado por la villa de Banyalbufar y el segundo como Síndico de la Universidad de Muro. Cada uno fundó una familia diferente.
Descendiente del segundo fue Juan Ramis, nacido en el año 1330, Alcalde Real y Jurado Mayor de la villa de Sancellas, cuyo hijo Ponce Ramis compró en mayo de 1433 la alquería Starás de Cascanar en Sancellas.

### Fundación de la Casa
Su biznieto Miguel Ramis de Ayreflor y Gili, nacido en el año 1476, adquirió en 1523 el dominio útil de la alquería Ayreflor del caballero Salvador Sureda. En 1525 adquirió de los Brossa el dominio directo de la possessió o posesión, gozando desde entonces del completo señorio del predio, añadiendo su nombre a su apellido y dos fajas de azur a sus armas heráldicas. La possessió Ayreflor, llamada durante el dominio de los árabes en la isla como "Rahal Arrahim Abenhalar" (heredad de los olores y los aromas) contaba con 779 cuarteradas de extensión.
El fundador de la familia Miguel Ramis de Ayreflor y Gili falleció en 1540 en Sancellas, tras haber sido Jurado Mayor de la villa (1507) y miembro de Gran i General Consell (1524). Fue el primero de una saga de quince generaciones continuadas que el primogénito varonil de la casa llevaba el nombre del arcángel San Miguel. Además, sus descendientes, incorporándose como Ciudadanos Militares al brazo noble de Mallorca, también ocuparon cargos privativos de las instituciones del reino.

### SigloXVII-XVIII

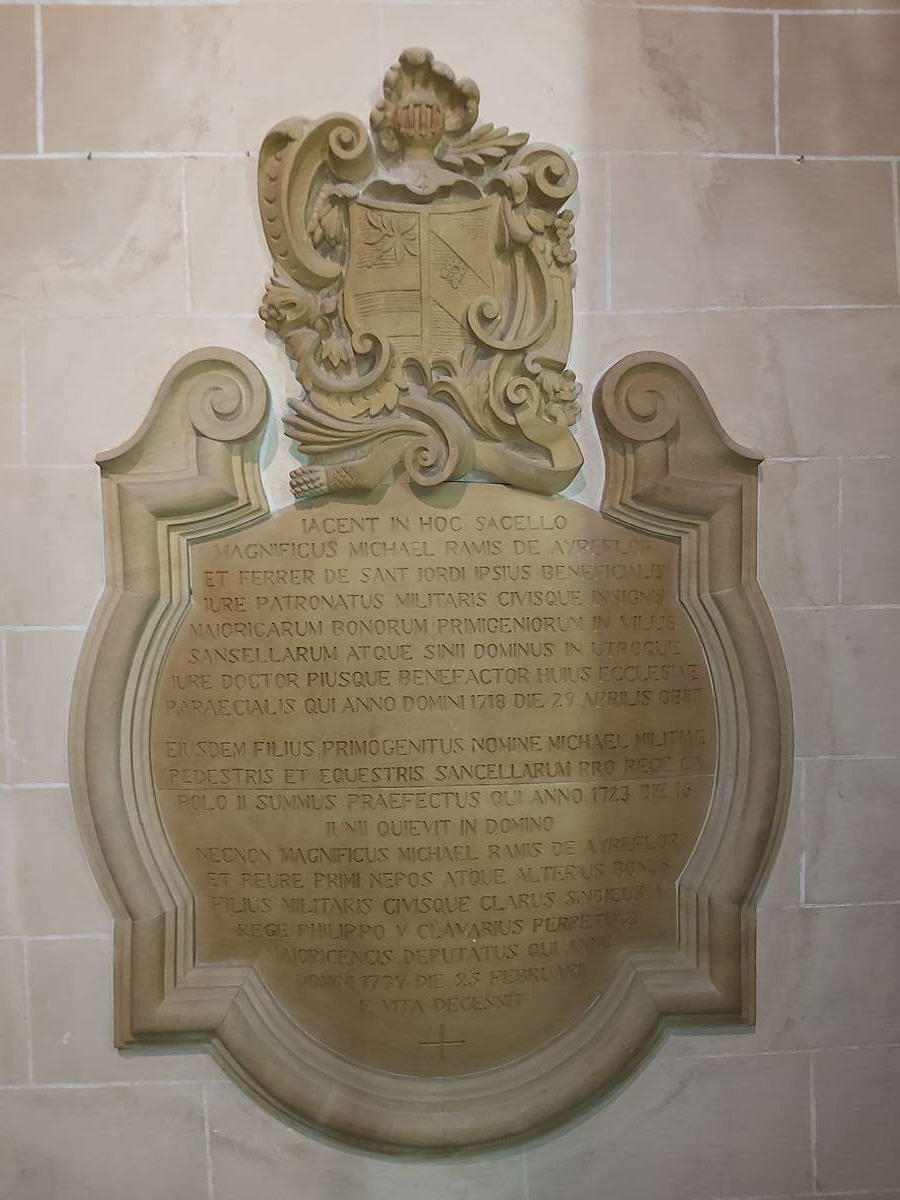
Escudo de Armas de Miguel Ramis de Ayreflor y Ferrer de Sant Jordi presente en la capilla de la Parroquia de Sancellas.

Con el objetivo de mantener la propiedad de los bienes en el seno de una familia Miguel Ramis de Ayreflor y Fornari, miembro del Gran i General Consell (1586), Síndico de la Parte Foránea de la isla (1598) y Patrono beneficial de la Parroquia de Sancellas, fundó el Mayorazgo de Ayreflor. El 22 de enero de 1672, el rey Carlos II de España concedió a través de un Real Despacho privilegio de franqueza de derechos a los territorios en favor de su biznieto Miguel Ramis de Ayreflor y Ferrer de Sant Jordi, Patrono beneficial de las Parroquias de Inca, Sineu y Sancellas.
El 15 de abril de 1701, como agradecimiento a la colaboración en la financiación de la Parroquia de Sancellas se le concedió a la familia Ramis de Ayreflor la primera capilla de la parte del Evangelio más próxima al altar, la cual, fue dedicada al santo patronímico del benefactor.

### SigloXIX
Tras cuatro generaciones, dos de ellas emparentando el varón primogénito con la casa de Ferrer de Sant Jordi (condes de Santa María de Formiguera), nace en 1824 "El Marino" José Ramis de Ayreflor y Alemany, destacado capitán de navío de 2a clase con los distintivos de la Cruz de San Luis (concedida en 1854 por S. A. R. El Duque de Parma), la Cruz de San Hermenegildo (1865), la Cruz blanca del Mérito Militar (1869) y la del Mérito Naval con distintivo blanco, como recompensa a sus servicios a España.  
Contrajo matrimonio durante su estancia en La Habana (Cuba) con Maria Regina de Gálvez-Valderrama con quién tuvo 3 hijos. Al fallecer, se publicó en la prensa de Ciutat el siguiente escrito, constatando el profundo afecto que le tenía la ciudadanía palmesana: 

RAMIS DE AYREFLOR
Perpetuar la memoria de los que se van, dejándonos brillantes rasgos de patriotismo y abnegación, equivale a prestar culto y veneración a las altas virtudes que encontraron forma tangible en los corazones que latieron a impulsos de los más sublimes sentimientos. [...]
Ramis de Ayreflor no va a presentarnos los grandes rasgos que se notan en los héroe s que venera la humanidad, pero sí vemos en él la influencia tranquila pero incesante, sublime aunque modesta, que ejerció en el seno de su familia, en el desempeño de su deber y en provecho y honra de su patria. 
Hijo de una distinguida familia de esta ciudad, D. José Ramis de Ayreflor y Alemany, ansioso de aumentar los timbres ilustres que ostentaba su familia y de prestar sus servicios a la causa de su patria, en 5 Octubre de 1842, cuando sólo contaba diez y seis años de edad, obtuvo la carta orden de guardiamarina, embarcándose , al poco tiempo, en la goleta «Isabel II» y más tarde hizo algunos viajes a Tolón, hasta que en Noviembre de 1845 visitó por primera vez el puerto de la Habana. Por asuntos de servicio, luego, Puerto Rico, Guayra, Santa Marta y Cartagena de Indias, obteniendo después de esta misión los honores de guardia de primera clase. [...]
En 4 de marzo de 1856, ascendió a teniente de navío e inmediatamente pasó al pontón «Villavicencio» para encargarse de su detalle, y hallándose en este punto contrajo matrimonio con la señorita doña María Regina Gálvez y Sánchez. Más tarde fué nombrado comandante del vapor «Guadalquivir» y después de haber ejercido otros cargos, en Junio del 64 pasó al pontón «Ebro» para eventualidades del servicio, habiendo antes estado en New York, Santo Domingo y Puerto Príncipe a bordo de la fragata «Asturias». [...]
Destinado a Cuba regresó a la Península por haber ascendido a capitán de navío de 2a clase, siendo nombrado jefe del Armamento del Arsenal del Ferrol,
Mandó en 1871 las fragatas «Carmen» y «Amadeo I», y en Abril del 72 fué destinado al cargo de comandante de Marina de esta provincia que desempeñó hasta 1877, siéndole conferido poco tiempo después el mando de la fragata «Gerona». Nombrado otra vez comandante de esta provincia, desempeñó este cargo hasta 1887 que pasó con igual destino a la provincia de Mahón, siendo retirado del servicio en 22 Mayo del próximo pasado año.
Además de la cruz de San Luis de 1a clase que le concedió S. A. R. El duque de Parma (1854) poseía la cruz sencilla de San Hermenegildo (1865), la cruz de 2a clase blanca del Mérito Militar (1869) por los servicios que prestó cuando la insurrección republicana de Barcelona, la del Mérito Naval con distintivo blanco, como recompensa a sus servicios especiales, y algunas otras que no recordamos en este momento.
Carácter franco y leal, Ramis de Ayreflor si supo ganar las mayores distinciones como bravo marino se captó también el aprecio de cuantos se honraron con su trato; de sentimientos esencialmente demócratas, trató a sus subordinados con exquisita amabilidad ganándose de tal modo sus voluntades que más bien veían en él un padre que un superior jerárquico. Todos recordamos el período en que ejerció el mando de esta provincia marítima y nadie habrá olvidado tampoco el respeto con que era tratado por la gente de mar. [...]
Hacerse apreciar de estos rudos, aunque nobles caracteres es cuestión difícil que sólo logran resolver espíritus de las virtudes que reunía Ramis de Ayreflor. ¿Queréis convenceros de nuestras afirmaciones? Preguntad a uno de esos valientes y honrados marineros de nuestras costas el concepto que le merece Ramis de Ayreflor y ante todo descubrirá su cabeza en testimonio de profundo respeto, y con tosca pero elocuente palabra os manifestará el agradecimiento que siente la gente de mar de esta provincia por el ilustre marino poco ha bajado al sepulcro. [...]

¡Descanse en paz el venerable anciano!
El Palmesano - Palma de Mallorca. Martes 12 Marzo de 1889. Año V. Núm. 1063.

De su único hijo varón José Francisco Ramis de Ayreflor Gálvez-Valderrama, nacido en 1860 volvió a Mallorca con su padre y se casó con Paula Rosselló, descienden las actuales ramas Ramis de Ayreflor López-Pinto, Moscardó Ramis de Ayreflor, Obrador Ramis de Ayreflor y Ramis de Ayreflor Cardell. De su hija María Asunción Ramis de Ayreflor Gálvez-Valderrama, quién contrajo matrimonio con su primo Miguel Ramis de Ayreflor y Sureda, desciende la actual rama de América.
En 1877 nace "El Historiador" José Ramis de Ayreflor y Sureda, primo de José Francisco y María Asunción, destacado historiador especializado en genealogía, académico de la Real Academia Provincial de Bellas Artes, miembro del Archivo de la Diputación de Baleares (1909-1929) y del Archivo Municipal de la Sala (1905-1913). Escribió obras de gran importancia como "La Nobleza Mallorquina, singularmente en el siglo XVII", "El Conde Malo y su familia" o "Alistamiento Noble de Mallorca del año 1762", considerado el primer estudio global de la nobleza mallorquina y nobiliario de referencia sobre el mencionado estamento social de la isla, debido a las imprecisiones y la cantidad de errores del nobiliario de Joaquín Bover.

### SigloXXI

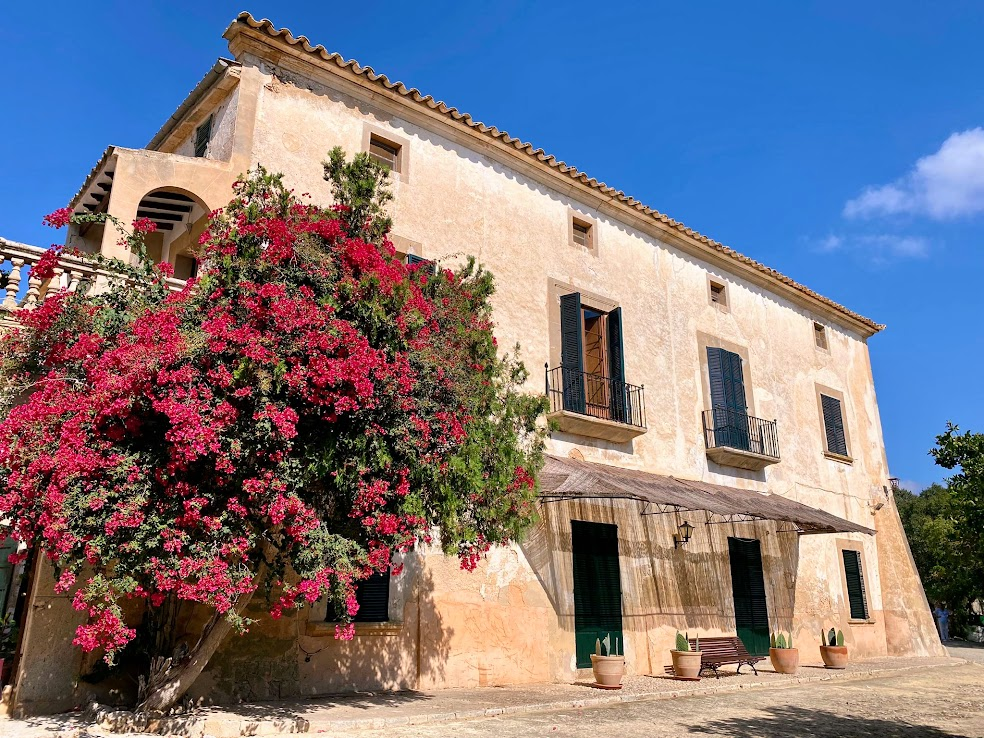
Fachada de Ayreflor en la celebración del 500 aniversario de su adquisición.

Tal y como se tiene constancia que se hizo en el 400 aniversario, el 7 de octubre de 2023 se celebra en Ayreflor una gran celebración para conmemorar los 500 años desde la adquisición de la possessió y, en consecuencia, de la fundación de la familia. A la celebración, la cual, contó con diversas charlas de reseña histórica de la familia y la celebración de la santa eucaristía, asistieron cerca de 200 personas pertenecientes a todas las ramas con las que actualmente cuenta la familia.